# Кастел Гофредо
Кастѐл Гофрѐдо (на италиански: Castel Goffredo, на местен диалект: Castel, Кастел) е град и община в Северна Италия, провинция Мантуа, регион Ломбардия. Разположен е на 53 m надморска височина. Населението на общината е 12 506 души (към 2014 г.).